# Карни (Њу Џерзи)
Карни (енгл. Kearny) град је у америчкој савезној држави Њу Џерзи. По попису становништва из 2010. у њему је живело 40.684 становника.

## Демографија
Према попису становништва из 2010. у граду је живело 40.684 становника, што је 171 (0,4%) становника више него 2000. године.
|                   | 2010.           | 2000.           |
| Укупно            | 40 684 (100,0%) | 40 513 (100,0%) |
| Белци             | 19 816 (48,71%) | 24 425 (60,29%) |
| Хиспаноамериканци | 16 253 (39,95%) | 11 075 (27,34%) |
| Афроамериканци    | 2 186 (5,373%)  | 1 609 (3,972%)  |
| Азијати           | 1 793 (4,407%)  | 2 228 (5,499%)  |
| Остали            | 636 (1,563%)    | 1 176 (2,903%)  |